# الطمارقیه
الطمارقیه (به عربی: الطمارقیة) یک روستا در سوریه است که در ناحیه وادی العیون واقع شده‌است. الطمارقیه ۶۰۷ نفر جمعیت دارد.